# Sceptres de Toronto
Les Sceptres de Toronto, auparavant l'équipe de Toronto, est une équipe professionnelle féminine de hockey sur glace basée à Toronto en Ontario. Elle est l'une des six équipes originelles de la Ligue professionnelle de hockey féminin (LPHF).

## Histoire
Le 29 août 2023, il est annoncé que l'une des six premières équipes de la LPHF serait située à Toronto. 
Deux jours plus tard, le 1er septembre, Gina Kingsbury, double médaillée d'or olympique et vice-présidente des activités hockey à Hockey Canada, devient la première directrice générale de l'équipe de Toronto,.
Le 15 septembre, Troy Ryan (en) est nommé entraîneur-chef de l'équipe. Ryan qui occupe déjà le poste d'entraîneur-chef de l'équipe du Canada féminine de hockey sur glace cumulera les deux postes,,.
Sarah Nurse, Blayre Turnbull et Renata Fast, trois joueuses canadiennes médaillées d'or aux Jeux olympiques de 2022 avec l'équipe du Canada, sont les trois premières joueuses officielles de l'équipe de Toronto. L'annonce, faite le 5 septembre 2023, indique la signature de contrats d'une durée de trois ans qui devraient ètre d'au moins 80 000 $ US (109 000 $ CA) par saison.
Le 18 septembre, lors du repêchage 2023 de la LPHF, l'équipe de Toronto sélectionne 15 joueuses. Son premier choix, sélectionné au deuxième rang au total, est Jocelyne Larocque, une défenseuse canadienne triple médaillée olympique dont, elle aussi, avec l'équipe du Canada lors des Jeux olympiques de 2022.
Les couleurs, bleu, noir et blanc, ainsi que les maillots de l'équipe sont officiellement dévoilés le 14 novembre 2023. L'équipe porte le maillot bleu lors de ses matchs à domicile et le blanc lors de ses matchs à l'extérieur,.
Le 28 novembre, la LPHF annonce que les matchs de l'équipe de Toronto se tiendront au Mattamy Athletic Centre en commençant par le tout premier match de la Ligue alors que l'équipe locale affrontera l'équipe de New York. Le Mattamy Athletic Centre est situé au niveau supérieur du Maple Leaf Gardens rénové en 2012.
Le 29 décembre suivant, Blayre Turnbull est nommée à titre de première capitaine de l'équipe. Les défenseuses Jocelyne Larocque et Renata Fast sont nommées capitaines adjointes. 
Trois jours plus tard, le 1er janvier 2024, le premier match de l'équipe est joué à domicile au Mattamy Athletic Centre devant une salle comble de 2 537 spectateurs contre l'équipe de New York qui blanchit l'équipe locale 4 à 0,,
Le 5 janvier 2024, lors de son deuxième match, l'équipe de Toronto prend sa revanche en battant l'équipe newyorkaise 3 à 2 sur sa patinoire au Total Mortgage Arena. Lors de cette rencontre, Natalie Spooner marque le premier but de l'histoire de la franchise.

### Nom de l'équipe
Le 9 septembre 2024, l'équipe, connue jusque là sous le nom d'équipe de Toronto (PWHL Toronto en anglais), prend le nom officiel de Sceptres de Toronto (Toronto Sceptres en anglais).

## Équipe

### Alignement actuel
| No    | Nom                   | Nat. | Position         | Arrivée                                      |
| ----- | --------------------- | ---- | ---------------- | -------------------------------------------- |
| +051, | Victoria Bach         |      | Attaquante       | 2023 - Milton, Ontario                       |
| +050, | Kristen Campbell      |      | Gardienne de but | 2023 - Brandon, Manitoba                     |
| +017, | Samantha Cogan        |      | Attaquante       | 2023 - Ottawa, Ontario                       |
| +018, | Jesse Compher         |      | Attaquante       | 2023 - Northbrook, Illinois                  |
| +022, | Maggie Connors        |      | Attaquante       | 2023 - Saint-Jean, Terre-Neuve-et-Labrador   |
| +014, | Renata Fast – A       |      | Défenseuse       | 2023 - Hamilton, Ontario                     |
| +006, | Kali Flanagan         |      | Défenseuse       | 2023 - Burlington, Massachusetts             |
| +041, | Brittany Howard       |      | Attaquante       | 2023 - St. Thomas, Ontario                   |
| +037, | Erica Howe            |      | Gardienne de but | 2023 - Ottawa, Ontario                       |
| +070, | Carly Jackson         |      | Gardienne de but | 2023 - Amherst, Nouvelle-Écosse              |
| +023, | Jess Jones            |      | Attaquante       | 2023 - Picton, Ontario                       |
| +007, | Olivia Knowles        |      | Défenseuse       | 2023 - Campbell River, Colombie-Britannique  |
| +003, | Jocelyne Larocque – A |      | Défenseuse       | 2023 - Ste. Anne, Manitoba                   |
| +019, | Rebecca Leslie        |      | Attaquante       | 2023 - Ottawa, Ontario                       |
| +027, | Emma Maltais          |      | Attaquante       | 2023 - Burlington, Ontario                   |
| +034, | Hannah Miller         |      | Attaquante       | 2023 - North Vancouver, Colombie-Britannique |
| +012, | Allie Munroe          |      | Défenseuse       | 2023 - Yarmouth, Nouvelle-Écosse             |
| +020, | Sarah Nurse           |      | Attaquante       | 2023 - Hamilton, Ontario                     |
| +076, | Maude Poulin-Labelle  |      | Défenseuse       | 2023 - Sherbrooke, Québec                    |
| +005, | Lauriane Rougeau      |      | Défenseuse       | 2023 - Beaconsfield, Québec                  |
| +040, | Blayre Turnbull – C   |      | Attaquante       | 2023 - Stellarton, Nouvelle-Écosse           |
| +010, | Alexa Vasko           |      | Attaquante       | 2023 - St. Catharines, Ontario               |
| +028, | Kaitlin Willoughby    |      | Attaquante       | 2023 - Prince Albert, Saskatchewan           |

### Joueuse blessée
| No    | Nom             | Nat. | Position   | Arrivée                     |
| ----- | --------------- | ---- | ---------- | --------------------------- |
| +024, | Natalie Spooner |      | Attaquante | 2023 - Scarborough, Ontario |

### Réservistes
| No    | Nom            | Nat. | Position   | Arrivée                 |
| ----- | -------------- | ---- | ---------- | ----------------------- |
| +021, | Emma Keenan    |      | Défenseuse | 2023 - Calgary, Alberta |
| +055, | Jessica Kondas |      | Défenseuse | 2023 - Calgary, Alberta |